# Tetracmanthes astrocosma
Tetracmanthes astrocosma is een vlinder uit de familie parelmotten (Glyphipterigidae). De wetenschappelijke naam van deze soort is voor het eerst geldig gepubliceerd in 1925 door Meyrick.
De soort komt voor in tropisch Afrika.